# إيميل بارون
إيميل بارون هو لاعب كرة قدم سورينامي في مركز حراسة المرمى، ولد في 10 أبريل 1937 في باراماريبو في سورينام، وتوفي في 13 أبريل 2015 في أمستردام في هولندا. شارك مع منتخب سورينام لكرة القدم. أما مع النوادي، فقد لعب مع S.V. Transvaal ‏.